# Adja-Ouèrè
Adja-Ouèrè ist eine Stadt, ein Arrondissement und eine Kommune im Département Plateau in Benin.

## Demographie und Verwaltung
Gemäß der Volkszählung von 2013 hatte Adja-Ouèrè als Arrondissement 21.968 Einwohner, davon waren 10.808 männlich und 11.160 weiblich. Die wesentlich größere Kommune zählte zu diesem Zeitpunkt 116.282 Einwohner, davon 56.856 männlich und 59.426 weiblich.
Die sechs Arrondissements, neben Adja-Ouèrè noch Ikpinlè, Kpoulou, Massè, Oko-Akarè und Totonnoukon, die der Gerichtsbarkeit der Kommune unterstehen, umfassen kumuliert 76 Dörfer. Davon entfallen 15 auf das Arrondissement Adja-Ouèrè:
1. Affacha
2. Affessèda
3. Dagbla
4. Dogbo
5. Egbé
6. Gbagbata
7. Houéli-Gaba
8. Igba
9. Itchèdè
10. Iwoyé-Oko-Igbo
11. Obèkè-Ouèrè
12. Oké-Odan
13. Oké-Odo
14. Okoffin
15. Toffo